# ديفيد باتلر
ديفيد باتلر (بالإنجليزية: David Butler)‏ (23 مارس 1945 في المملكة المتحدة - ) هو لاعب كرة قدم بريطاني في مركز الدفاع. لعب مع نادي واتفورد ونادي ووركينغتون.

## وصلات خارجية
- ديفيد باتلر على موقع قاعدة بيانات كرة القدم.إي يو (الإنجليزية)